# غيرالد فوتو
غيرالد فوتو هو قاضي ومحامي كندي، ولد في 22 أكتوبر 1900 في سان هياسنت في كندا، وتوفي في 14 سبتمبر 1980.